# 1932 au Manitoba
Chronologie du Manitoba
- 1928
- 1929
- 1930
- 1931
- 1932
- 1933
- 1934
- 1935
- 1936

Cette page concerne des événements d'actualité qui se sont produits durant l'année 1932 dans la province canadienne du Manitoba.

## Politique
- Premier ministre : John Bracken
- Chef de l'Opposition :
- Lieutenant-gouverneur : James Duncan McGregor
- Législature :

## Naissances
- 11 août : Israel « Izzy » Asper (né à Minnedosa - mort le 7 octobre 2003 à Winnipeg) est un magnat des médias canadien et fondateur de CanWest Global Communications. Il est membre élu du Temple de la renommée des hommes d'affaires canadiens.

- 28 août : Andrew James Bathgate (né à Winnipeg) est un joueur de hockey sur glace professionnel de la Ligue nationale de hockey. Il effectue 17 saisons dans la LNH en tant que centre et joue successivement pour les Rangers de New York, les Maple Leafs de Toronto, les Red Wings de Détroit et enfin les Penguins de Pittsburgh. Il est le frère du joueur Frank Bathgate et le grand-père d'Andy Bathgate.

- 29 novembre : Ed Bickert est un guitariste canadien né à Hochfeld.